# Горная железная дорога Нилгири
Го́рная желе́зная доро́га Нилгири (ГЖДН) (англ. Nilgiri Mountain Railway (NMR)) — соединяет город Меттупалайям с городом Утакамандом в Нилгирийских горах, в штате Тамилнад, на юге Индии. Это единственная железнодорожная система в Индии, использующая рельсо-зубчатую систему Абдта.

## История
Горная железная дорога Нилгири является одной из старейших горных железных дорог в Индии. Обсуждение о строительстве дороги велось с 1845 года, была построена британскими властями Индии и открыта в 1899 году, в первоначальном ведении Мадрасской железнодорожной компании. Железная дорога является одной из немногих в мире, где движение осуществляется на паровой тяге.
Южная железная дорога Индии, ныне в ведении которого находится Горная железная дорога Нилгири, несет ежегодные убытки в объёме 1 млн долл. США. Во время празднования столетия Железной дороги Нилгири в 1999 году министр железных дорог Индии Нитиш Кумар объявил о скорейшей электрификации этой дороги.
В июле 2005 года ЮНЕСКО включила горную железную дорогу Нилгири в список Всемирного наследия ЮНЕСКО, наряду с Дарджилингской Гималайской железной дорогой, известные как «Горные железные дороги Индии». В связи с этим, планы модернизации, при которых могут быть утеряны многие особенности железной дороги, делающие её уникальной с исторической точки зрения, откладываются.

## Эксплуатация
Ширина колеи на ГЖДН составляет 1000 мм, сама дорога является изолированной от других узкоколейных линий.

Действие зубчатой системы rack and pinion.

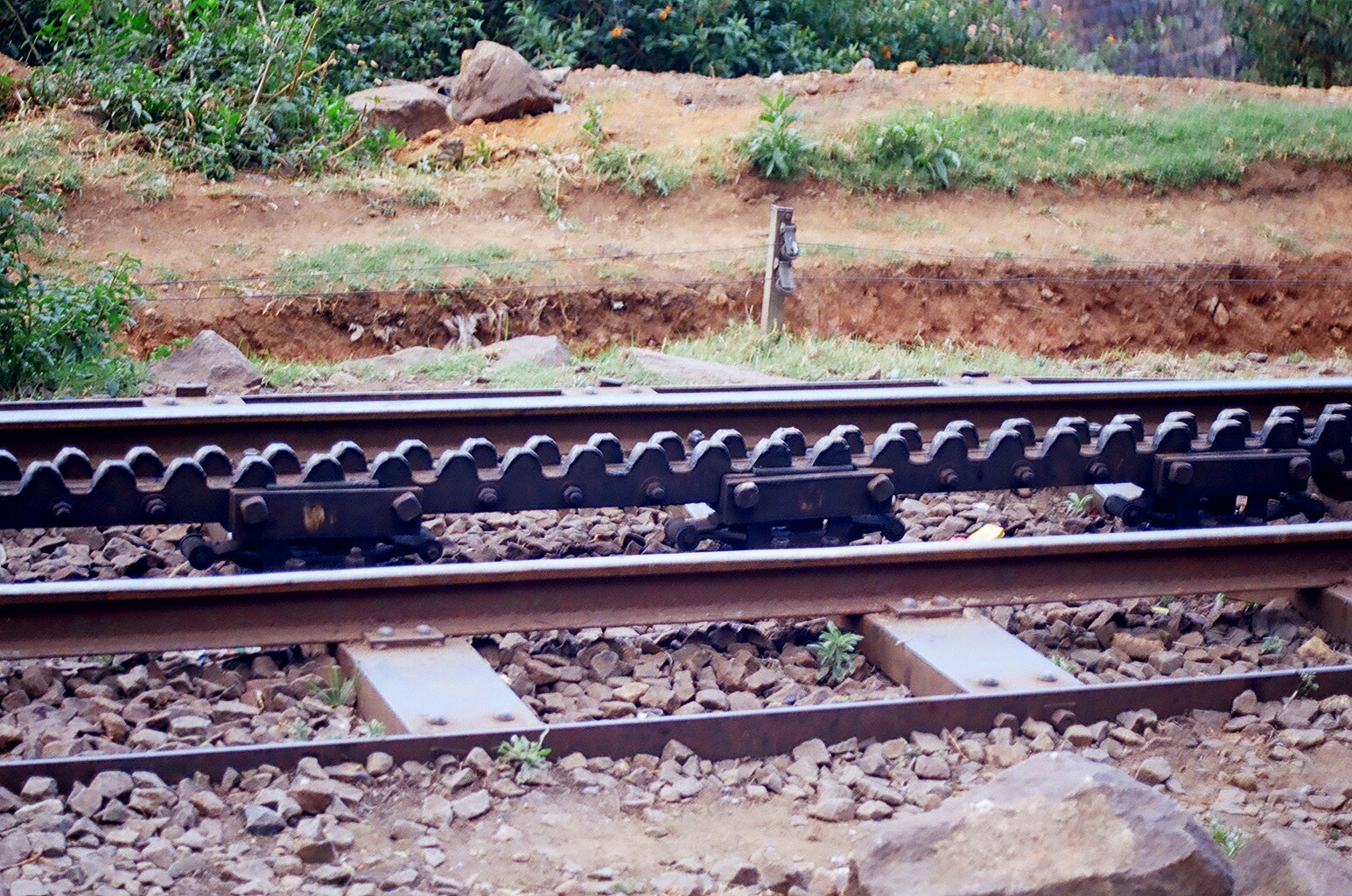
Рельсо-зубчатая система Абдта

Между Меттупалайямом и Кунур на линии используется зубчатые рейки и шестерни системы Абдта, позволяющей поезду подняться на крутой уклон. На этом участке провождение поездов обеспечивают паровозы класса Х, производства швейцарской компании Swiss Locomotive and Machine Works из Винтертура. Эти паровозы, в отличие от тепловозов (способных работать только на высокогорной части дороги), могут работать по всей длине линии. На дороге эксплуатируются также и тепловозы серии YDM4, обычной системы сцепления колес с рельсами.
С 2007 года в эксплуатации находится один поезд в день, отправляющийся из Меттупалайяма в 07:10 и приезжающий в Утакаманд в полдень. Обратный поезд из Утакаманда отправляется в 15:00 и достигает Меттупалайяма в 18:35. Поезд планируется подключить к Нилгирийскому экспрессу, который ходит из Меттупалайяма в Ченнаи. Между Кунуром и Утакамандом ежедневно ходят четыре поезда в каждую сторону.

## Дорога

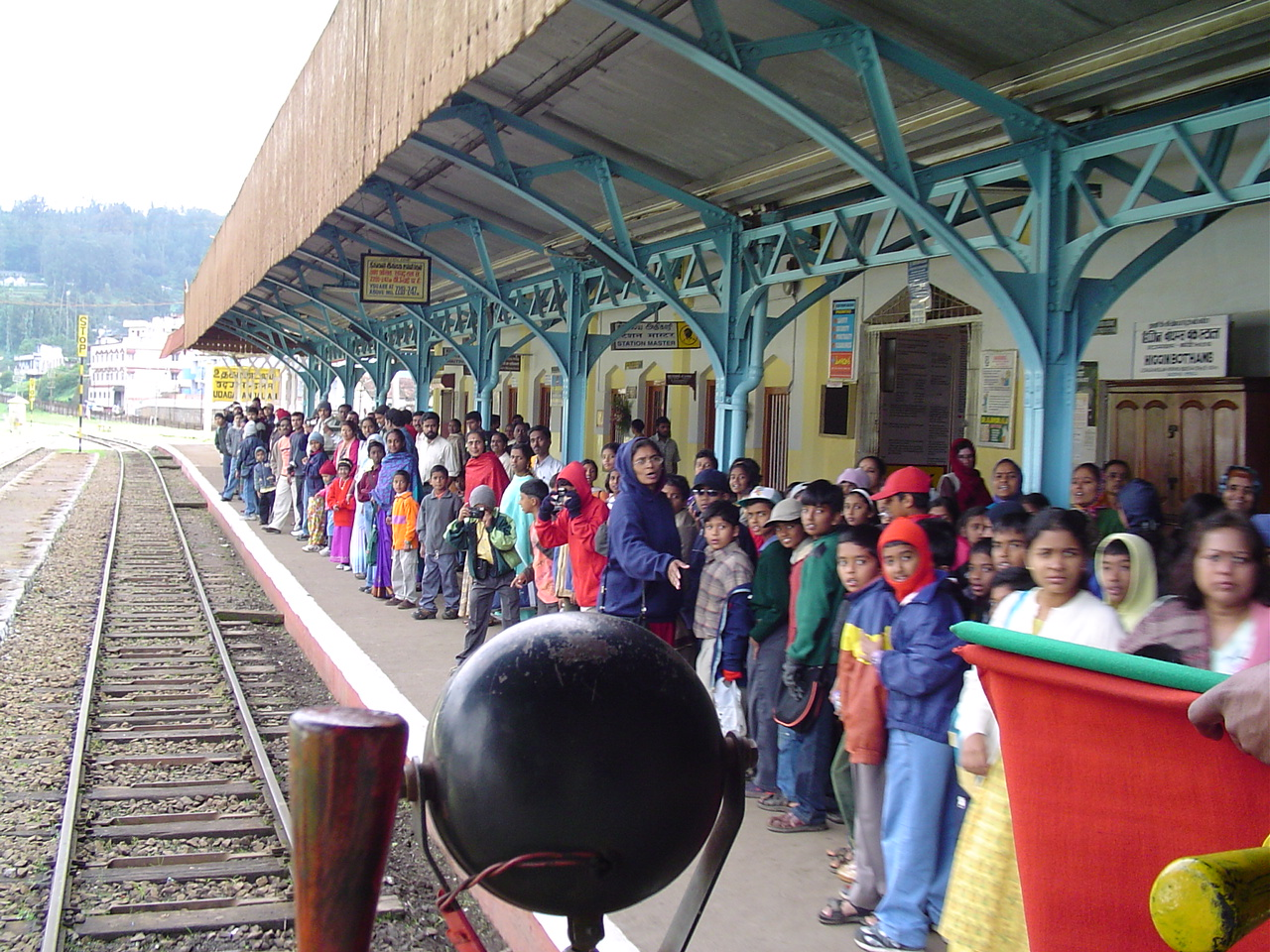
Поезд прибывает на станцию в Утакаманде

Поезд покрывает расстояние в 46 км, проходит через 208 кривых, 16 тоннелей и 250 мостов. На подъеме путешествие в поезде занимает около 4.8 часа, на обратном пути, при спуске, около 3,6 часа.
- Меттупалайям — соединен с ширококолейной сетью железных дорог Индии, идущих из Коямпуттура. На станции работает маневровый тепловоз, осуществляющий местную маневрово-вывозную работу.
- Каллар — на 8 км линии, закрыта как пассажирская станция.
- Адрелли — на 13 км линии, закрыта как пассажирская станция, но есть остановка для заправки паровоза водой.
- Хиллгров — 18 км, блокпост и остановка для пополнения запаса воды.
- Руннемеде — 21 км, закрыта как пассажирская станция, имеется заправка паровоза водой.
- Катери Роад — 25 км, закрыта как пассажирская станция, поезда не останавливаются.
- Кунур — 28 км, основная промежуточная станция на линии, имеются ремонтные мастерские, также поезда здесь меняют направление движения.
- Веллингтон (г. в Индии) — 29 км
- Аруванкаду — 32 км
- Кетти — 38 км
- Ловедаль — 42 км
- Утакаманд — 46 км